# Anders Hermansen
Anders Hermansen (Kopenhagen, 6 november 1973) is een voormalig Deens voetbalscheidsrechter. Hij was in dienst van FIFA en UEFA tussen 2006 en 2012. Ook leidde hij tussen 2005 en 2012 wedstrijden in de Superligaen.
Op 8 mei 2005 leidde Hermansen zijn eerste wedstrijd in de Deense nationale competitie. Tijdens het duel tussen FC Midtjylland en Viborg FF (1–2 voor Viborg) trok de leidsman driemaal de gele kaart. In Europees verband debuteerde hij tijdens een wedstrijd tussen Glentoran en SK Brann in de eerste voorronde van de UEFA Cup; het eindigde in 0–1 en Hermansen gaf drie gele kaarten, waarvan twee aan één speler. Zijn eerste interland floot hij op 15 november 2006, toen Estland met 2–1 won van Wit-Rusland door twee goals van Andres Oper, die de tegentreffer van Vjatsjaslaw Hleb ongedaan maakte. Tijdens dit duel gaf Hermansen vijf gele kaarten, waarvan twee aan de Wit-Rus Sergej Kornilenko, die dus het veld moest verlaten.

## Interlands
| Datum            | Plaats               | Wedstrijd                 | Uitslag | Competitie           | Kreeg geel | Kreeg voor de tweede keer geel en dus rood | Weggestuurd |
| ---------------- | -------------------- | ------------------------- | ------- | -------------------- | ---------- | ------------------------------------------ | ----------- |
| 15 november 2006 | Tallinn, Estland     | Estland – Wit-Rusland     | 2 – 1   | Vriendschappelijk    | 4          | 1                                          | 0           |
| 26 maart 2008    | Krakau, Polen        | Polen – Verenigde Staten  | 0 – 3   | Vriendschappelijk    | 2          | 0                                          | 0           |
| 6 september 2008 | Luxemburg, Luxemburg | Luxemburg – Griekenland   | 0 – 3   | WK 2010 kwalificatie | 7          | 0                                          | 0           |
| 27 mei 2009      | Osaka, Japan         | Japan – Chili             | 4 – 0   | Vriendschappelijk    | 2          | 0                                          | 0           |
| 6 september 2011 | Bakoe, Azerbeidzjan  | Azerbeidzjan – Kazachstan | 3 – 2   | EK 2012 kwalificatie | 3          | 0                                          | 0           |